# 常照寺 (香取市)
常照寺（じょうしょうじ）は千葉県香取市佐原にある寺院。

## 概要
常照寺は佐原字天神下にある臨済宗妙心寺派の寺院で、本尊は聖観世音菩薩、香取市与倉の大龍寺の末寺である。戦国時代に与倉村遠崎に創建されたと伝えられる。明和年中に一燈禅師により佐原村に開山。

## 螟蛉（めいれい）塾

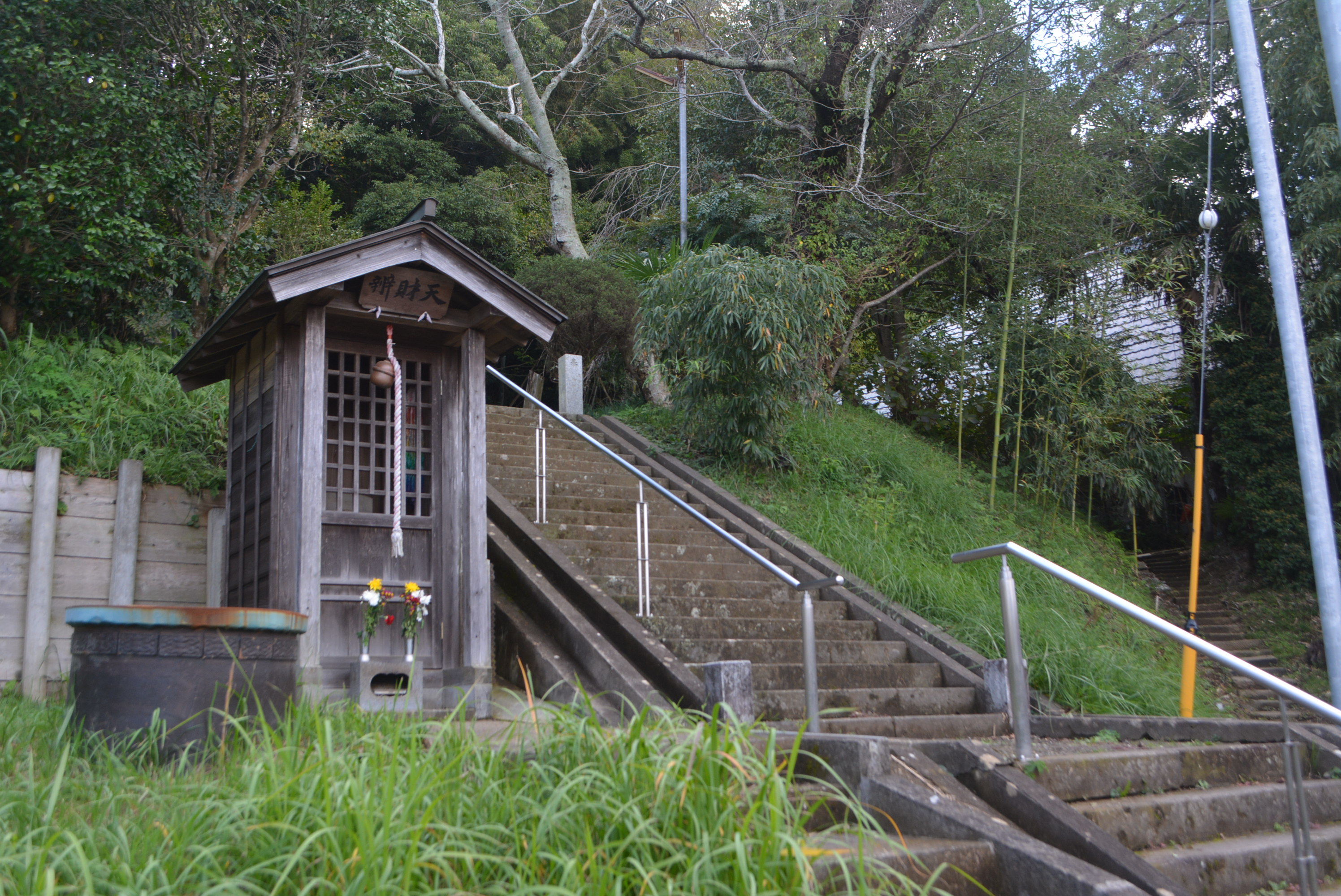
常照寺下の井戸。塾生であった新村出は井戸の水を風呂まで運び上げた。

本寺で幕末から1887年（明治20年頃）まで、朱子学の栗本義喬（大橋訥庵の門人並木栗水の弟子、のちの第一高等学校 (旧制)の漢学教授、宇都宮中学校校長）が漢学塾「螟蛉（めいれい）塾」を開いていた。塾では四書五経、左伝、史記、小学、十八史略、論語、孟子、孝経などの素読や講義がなされていた。ここで学んだ者には、菊池晋二（惺堂）（大橋訥庵孫、のちの東海銀行（東京）取締役）、益田祐之（のちの福岡県中学修猷館漢文教諭）、内野五郎三（集書家）、新村出（7才から10才までの間学ぶ、広辞苑編纂者）らがいる。新村出は「諏訪の岡のふもとの鄙の寺子屋にただ漢籍の物学びせし」など佐原時代を回顧する歌を複数詠んでいる。

## 脚註
1. ↑  常照寺縁起（境内石碑）
2. 1 2  『佐原市史』p387,佐原市役所,1966年
3. ↑  『新村出全集第14巻』p255,筑摩書房,1972年
4. ↑  『新村出全集第14巻』p240,256-257,459,筑摩書房,1972年
5. ↑  『新村出全集第14巻』p239-240,255,筑摩書房,1972年
6. ↑  常照寺縁起（境内石碑）、香取市岩ケ崎稲荷神社歌碑、『増訂佐原の文学碑』p9,佐原市教育委員会・佐原市文化協会,1995年